# تيريزا كوبياك
تيريزا كوبياك (بالبولندية: Teresa Kubiak)‏ هي مغنية ومغنية أوبرا بولندية، ولدت في 26 ديسمبر 1937.

## وصلات خارجية
- تيريزا كوبياك على موقع ميوزك برينز (الإنجليزية)
- تيريزا كوبياك على موقع أول ميوزيك (الإنجليزية)
- تيريزا كوبياك على موقع ديسكوغز (الإنجليزية)